# دولت أباد (إسفراين)
دولت أباد (بالفارسية: دولت‌آباد) هي قرية تقع في قسم آذري الريفي (مقاطعة إسفراين) في إيران. يقدر عدد سكانها بـ 293 نسمة بحسب إحصاء 2016.